# Солунски филмов фестивал
Солунският филмов фестивал (на гръцки: Φεστιβάλ Κινηματογράφου Θεσσαλονίκης) е водещ международен филмов фестивал, който се провежда в Солун, Гърция. Фестивалът е най-старият на Балканите.

## История
Основан е в 1960 като Седмица на гръцкото кино и за пръв път се провежда от 20 септември в кино „Олимп“. В първата година на фестивала журито се състои от 19 члена, като първи председател на фестивала става академик Стратис Миривилис. Много филмови продуценти изразяват резерви относно новия фестивал и не участват. Медиите отбелязват откирването на новия фестивал като голямо артистично събитие, като в същото време отбелязват слабото присъствие на официалните власти и филмови дейци. Обществото обаче посреща новия фестивал с ентусиазъм. Церемонията по награждаването на пръвото издание в 1960 година се провежда в Офицерския клуб. Пресата отразява събитието като „най-космополитното и бляскаво събитие в следвоенен Солун“. Първото издание на фестивала завършва с победели филмите „Реката“ (Το Ποτάμι, Потами, награда за режисура и музика на Манос Хадзидакис) и „Мадалена“ (Μανταλένα, награда за сценарий и главна женска роля на Алики Вуюклаки).
В следващата 1961 година започват да се прожектират и чуждестранни филми на фестивала – филми, предложени от консулства, официални делегации, участващи във фестивала и други. В 1962 година кино „Олимп“ става постоянно седалище на фестивала. В 1964 година се взима решение фестивалът да се провежда след Международното изложение. В същата година седалището се мести от кино Олимп в Обществото за македонски изследвания. В тези ранни години много филми са цензурирани и изключвани от фестивала заради съдържание, смятано за провокативно от властите и организаторите. В 1965 година за пръв път се организира трибют на научнофантастичните филми, озаглавен „Човекът в космоса“.
В 1966 година за пръв път се провежда независим международен филмов фестивал под егиата на Солунския филмов фестивал. За пръв път в тази година закупуването на гръцки и чуждестранни филми се провежда по стандартите на чуждестранните фестивали. Седмото издание на Солунския фестивал от 1966 година се смята за критична точка и повратен момент с нови естетически и тематични търсения на ново поколение филмови дейци. В следващите години дейността на фестивала е силно ограничена от новата военна диктатура в страната и големи гръцки филми са изключени от участие във фестивала.
В изданието от 1970 година е учредена наградата за най-добър филм на Солунския фестивал. В същата година медиите започват да отразяват реакциите от балкон „Б“, който ще играе ключова роля в организирането на фестивала и ще критикува комерсиалните филми. Балкон „Б“ се нарича клас места в салона в Обществото за македонски изследвания, където заради евтините билети се съсредоточава младежката публика на фестивала. Продуцентът Костас Караянис нарича зрителите от балкон „Б“ организирана клика.
В следващата 1971 година изданието е наречено „Фестивал на гнева“ заради интензивното неодобрение от балкон „Б“. Напрежението ескалира заради голямата цензура от режима и се налага да се намеси полицията.
Следващата 1972 година е повратна в историята на фестивала, тъй като скъсва със старите привички и дава път на младите филмови дейци, измествайки комерсиалното кино след протест от публиката.
Преди изданието от 1975 година режисьорите на участващите филми заплашват, че ще се оттеглят заради налаганата цензура. Под натиска и на зрителите от балкон Б се опитват да се прокара по-свободен режим, като се иска полицията да се изведе от салон. Въпреки че се обещава демократизация на организацията, така не се прилага и дори се стига до арест на ученик от балкона заради неодобрението му към организационния комитет. Награждаването преминава в напрегната обстановка, а повечето от наградените отказват да приемат отличията си.
Изданието от 1976 година е първото, което не се цензурира от властта.

## Структура
Солунският филмов фестивал представя гръцките продукции през годината и творенията на нововъзникващите филмопроизводители от цял свят. Фестивалът постоянно се развива, постоянно увеличава международното си поле и представя най-новаторски независими продукции от целия свят и развиващите се дейности на международните специалисти във филмовата индустрия. Установява тясно сътрудничество с различни местни, национални, регионални и международни институции, филмови, културни, образователни и социални организации, както и с посолства и културни агенции от други страни. От 13 до 22 ноември 2009 година се провежда петдесетото издание на фестивала. Най-престижна е наградата „Златен Александър“, съпроводена с парична премия от 40 000 евро. Втора награда е „Сребърен Александър“ и е с парична стойност от 25 000 евро.